# Associazione Sportiva Calcio Viareggio 1993-1994
Questa pagina raccoglie le informazioni riguardanti l'Associazione Sportiva Calcio Viareggio nelle competizioni ufficiali della stagione 1993-1994.

## Stagione
Entra in società Franco Corbelli, ma poi lascerà il posto a Maria Sonia Favaro, moglie del figlio di Picciotto. È la prima donna a coprire il ruolo di presidente nel club bianconero. A metà campionato lascia la panchina Massimo Morgia. Al suo posto Aldo Cerantola. È vero il Viareggio ha un rendimento con alti e bassi, come tante altre volte. Si avvertono però scricchiolii sinistri nella società, problemi economici. Non è un luogo comune dire che i giocatori lottano per la maglia. La società si scioglie come neve al sole. Cerantola e i suoi giocatori fanno gruppo e terminano con un dignitoso settimo posto. Angelo Francesconi, unico dirigente rimasto fa un po' di tutto. Alcuni tifosi pagano le spese attive.
A luglio non si iscriverà al campionato successivo per problemi economici e finanziari. L'A.S. Calcio Viareggio non esiste più. Ripartirà dal campionato di Eccellenza Toscana.

## Rosa
| N. |                   | Ruolo | Calciatore               |
| -- | ----------------- | ----- | ------------------------ |
|    | Italia (bandiera) | C     | Angelo Aimo              |
|    | Italia (bandiera) | P     | Giancarlo Beni           |
|    | Italia (bandiera) | A     | Marco Bertelli           |
|    | Italia (bandiera) | C     | Carlo Andrea Bocchialini |
|    | Italia (bandiera) | D     | Roberto Brotini          |
|    | Italia (bandiera) |       | Enzo Cavalcante          |
|    | Italia (bandiera) | A     | Diego Chiappini          |
|    | Italia (bandiera) | D     | Ugo Cipelli              |
|    | Italia (bandiera) | C     | Antonio D'Agostino       |
|    | Italia (bandiera) | C     | Giorgio Eritreo          |
|    | Italia (bandiera) | C     | Simone Felici            |
|    | Italia (bandiera) | D     | Cristiano Galletti       |
|    | Italia (bandiera) | C     | Massimo Garfagnini       |
|    | Italia (bandiera) | C     | Massimo Gargani          |
|    | Italia (bandiera) | C     | Gian Luca Leone          |

| N. |                   | Ruolo | Calciatore               |
| -- | ----------------- | ----- | ------------------------ |
|    | Italia (bandiera) | A     | Luca Lugnan              |
|    | Italia (bandiera) | C     | Franco Madda             |
|    | Italia (bandiera) | C     | Alessandro Madocci       |
|    | Italia (bandiera) | D     | Pier Cesare Maldini (II) |
|    | Italia (bandiera) | C     | Ferruccio Mariani        |
|    | Italia (bandiera) |       | Giorgio Panesi           |
|    | Italia (bandiera) |       | Massimiliano Perrella    |
|    | Italia (bandiera) | A     | Luca Puccinelli          |
|    | Italia (bandiera) |       | Elia Roselli             |
|    | Italia (bandiera) | D     | Alessandro Scarponi      |
|    | Italia (bandiera) | C     | Federico Scozzi          |
|    | Italia (bandiera) |       | Andrea Signorini         |
|    | Italia (bandiera) | P     | Luca Tavoletti           |
|    | Italia (bandiera) | A     | Paolo Valori             |
|    | Italia (bandiera) | C     | Pierpaolo Vignali        |

## Risultati

### Campionato

#### Girone di andata
| 12 settembre 1993 1ª giornata | Livorno | 3 – 0 | Viareggio |  |

| 19 settembre 1993 2ª giornata | Viareggio | 1 – 0 | Maceratese |  |

| 26 settembre 1993 3ª giornata | Viareggio | 1 – 0 | L'Aquila |  |

| 3 ottobre 1993 4ª giornata | Vastese | 1 – 2 | Viareggio |  |

| 10 ottobre 1993 5ª giornata | Viareggio | 0 – 0 | Forlì |  |

| 17 ottobre 1993 6ª giornata | Gualdo | 3 – 1 | Viareggio |  |

| 24 ottobre 1993 7ª giornata | Ponsacco | 4 – 2 | Viareggio |  |

| 7 novembre 1993 8ª giornata | Viareggio | 1 – 0 | Baracca Lugo |  |

| 14 novembre 1993 9ª giornata | Avezzano | 1 – 1 | Viareggio |  |

| 21 novembre 1993 10ª giornata | Viareggio | 1 – 1 | Cecina |  |

| 28 novembre 1993 11ª giornata | Rimini | 2 – 0 | Viareggio |  |

| 5 dicembre 1993 12ª giornata | Viareggio | 1 – 0 | Castel di Sangro |  |

| 12 dicembre 1993 13ª giornata | Montevarchi | 3 – 0 | Viareggio |  |

| 19 dicembre 1993 14ª giornata | Viareggio | 0 – 0 | Pontedera |  |

| 16 gennaio 1994 15ª giornata | Civitanovese | 0 – 1 | Viareggio |  |

| 23 gennaio 1994 16ª giornata | Viareggio | 1 – 1 | Fano |  |

| 30 gennaio 1994 17ª giornata | Poggibonsi | 0 – 0 | Viareggio |  |

#### Girone di ritorno
| 6 febbraio 1994 18ª giornata | Viareggio | 1 – 1 | Livorno |  |

| 14 febbraio 1994 19ª giornata | Maceratese | 4 – 0 | Viareggio |  |

| 20 febbraio 1994 20ª giornata | L'Aquila | 1 – 0 | Viareggio |  |

| 6 marzo 1994 21ª giornata | Viareggio | 1 – 0 | Vastese |  |

| 13 marzo 1994 22ª giornata | Forlì | 0 – 2 | Viareggio |  |

| 20 marzo 1994 23ª giornata | Viareggio | 0 – 2 | Gualdo |  |

| 27 marzo 1994 24ª giornata | Viareggio | 0 – 1 | Ponsacco |  |

| 10 aprile 1994 25ª giornata | Baracca Lugo | 3 – 1 | Viareggio |  |

| 17 aprile 1994 26ª giornata | Viareggio | 3 – 0 | Avezzano |  |

| 24 aprile 1994 27ª giornata | Cecina | 2 – 1 | Viareggio |  |

| 1º maggio 1994 28ª giornata | Viareggio | 1 – 1 | Rimini |  |

| 15 maggio 1994 29ª giornata | Castel di Sangro | 1 – 0 | Viareggio |  |

| 22 maggio 1994 30ª giornata | Viareggio | 1 – 1 | Montevarchi |  |

| 29 maggio 1994 31ª giornata | Pontedera | 0 – 0 | Viareggio |  |

| 5 giugno 1994 32ª giornata | Viareggio | 2 – 1 | Civitanovese |  |

| 12 giugno 1994 33ª giornata | Fano | 0 – 2 | Viareggio |  |

| 19 giugno 1994 34ª giornata | Viareggio | 3 – 0 | Poggibonsi |  |